# Симбарио
Симбарѝо (на италиански: Simbario, на местен диалект Zimbarìu, Дзимбариу) е село и община в Южна Италия, провинция Вибо Валентия, регион Калабрия. Разположено е на 766 m надморска височина. Населението на общината е 968 души (към 2011 г.).